# Mona Schallau
Ramona « Mona » Schallau (née le 28 novembre 1948) est une joueuse de tennis américaine, professionnelle dans les années 1970. Elle est aussi connue sous son nom de femme mariée, Mona Guerrant-Schallau.
Spécialiste de double, elle a notamment atteint la finale de l'Open d'Australie au mois de décembre 1977, aux côtés de Kerry Melville Reid.